# Luděk Stracený
Luděk Stracený (Praga, 19 aprile 1977) è un ex calciatore ceco, di ruolo centrocampista.